# Гай Юлій Віндекс
Гай Юлій Віндекс (лат. Gaius Julius Vindex; 25 або 37 — 68) — римський полководець, сенатор та намісник провінції Лугдунська Галлія.
Віндекс походив із стародавнього галльського царського роду Аквітанії. Діон Кассій характеризував його так: «він був сильним тілом, проникливим розумом, досвідченим у військовій справі; пристрасно любив свободу та був дуже честолюбним».  Навесні 68 року Віндекс підняв повстання проти Нерона, яке підтримав намісник Тарраконської Галлії, майбутній імператор Гальба. Щоби отримати його підтримку, Віндекс неодноразово оголошував про підтримку кандидатури Гальби на посаду майбутнього імператора, навіть сам відмовляючись від престолу.
За оцінками істориків, Віндексу вдалося зібрати близько 100 тисяч воїнів. Біля Везонціо (сучасний Безансон у Франції) воїни намісника Германії Руфа напали на армію Віндекса. Той покінчив життя самогубством після поразки свого війська.
У червні 68 року Нерон покінчив із собою, а його наступником став Гальба. У подяку новий імператор карбував монети в честь Віндекса, оскільки вважав себе зобов'язаним йому перемогою.